# Хьюз, Эдвард

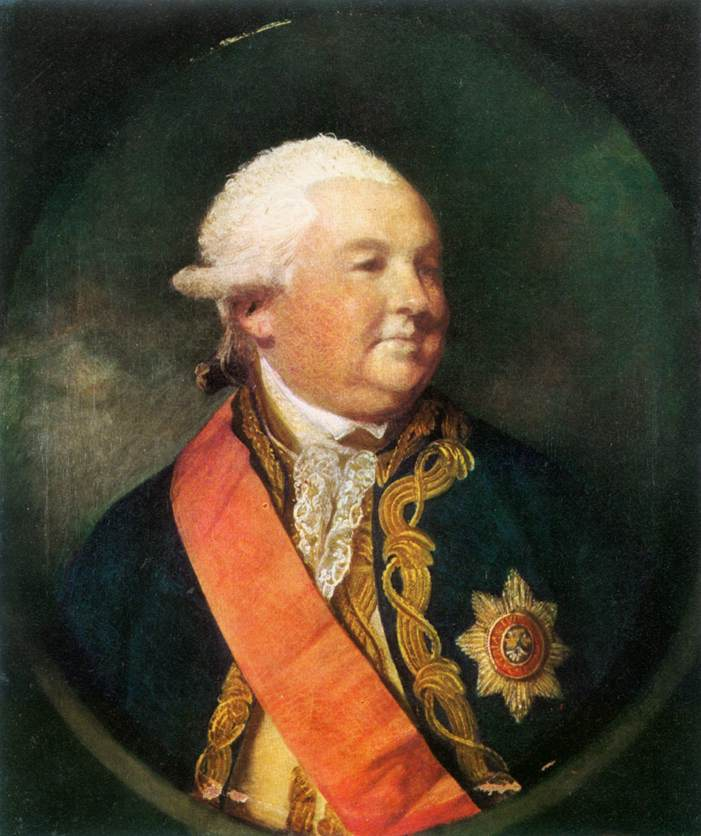
Портрет Эдварда Хьюза кисти Джошуа Рэйнольдса

Портрет Эдварда Хьюза кисти Джошуа Рэйнольдса

Сэр Эдвард Хьюз (иногда Хьюджес) (англ. Sir Edward Hughes; 1720 — 1794) — британский адмирал эпохи войны за независимость США.

## Биография
Хьюз поступил на службу в Королевский Военно-морской флот в 1735 году и четыре года спустя участвовал в атаке на Портобело, Панама, в течение войны с Испанией. В 1740 году он получил звание лейтенанта и в этом качестве участвовал в экспедиции на Картахену в 1741 году.
В 1744 году участвовал в битве с франко-испанским флотом при Тулоне. Хьюз сражался на борту HMS Warwick, атаковавшего французский корабль Glorioso. Однако «Уорик» не был поддержан шедшим рядом HMS Lark, в результате чего их противник смог избежать поражения. После боя командир HMS Lark был осуждён за своё поведение во время боя, и Хьюз занял освободившуюся должность.
В течение последующей Семилетней войны Хьюз принимал участие в качестве капитана в боевых действиях у Канады.
В последующие годы мира Хьюз вёл интенсивную службу, в частности в 1773—1777 годах был командирован в Восточную Индию в качестве коммодора небольшой эскадры. 16 марта 1779 года сэр Эдвард был произведен в чин контр-адмирала красного флага.
Некоторое время спустя он снова вернулся на восток, уже в звании контр-адмирала с эскадрой, призванной обеспечить господство в регионе. За время этого своего похода он взял французский остров Гори у Дакара и в течение последующих 2-х лет проводил незначительные операции, не встречающие противодействия противника, так как последний не мог собрать достойных сил, способных дать отпор флоту, приведённому Хьюзом из Ла-Манша.
В 1782 году на театр боевых действий прибыла эскадра французского адмирала Сюффрена, одного из самых прославленных адмиралов Франции, в результате чего в течение следующего года Индийский океан стал ареной одной из самых знаменитых морских кампаний в истории. В её течение между эскадрами обоих адмиралов произошёл ряд сражений. С одной стороны участвовал гений Сюффрен, имеющий малоискусных и пассивных командиров, с другой Хьюз, действия которого не блистали гениальными оттенками, но поддерживались богатым морским опытом и надёжными командирами. Не менее чем в четырёх свирепых сражениях (в частности, таково было сражение у Порто-Прая) так и не было выявлено преимущество ни одной из сторон. В итоге стратегическая победа осталась за Хьюзом, добившимся её за счет боевых действий на суше и прихода подкреплений из метрополии.
После заключения мира Хьюз вышел в отставку и удалился на покой. В течение своей Индийской кампании он приобрел значительное состояние, часть которого потратил на благотворительность. Находясь на берегу на половинном жаловании, 24 сентября 1787 года сэр Эдвард был произведен в чин вице-адмирала белого флага, 21 сентября 1790 года — в чин вице-адмирала красного флага, а 1 февраля 1793 года — в чин адмирала синего флага. Умер в своём поместье в Лаксборо, в Эссексе, в 1794 году.